# 하코보 아르벤스

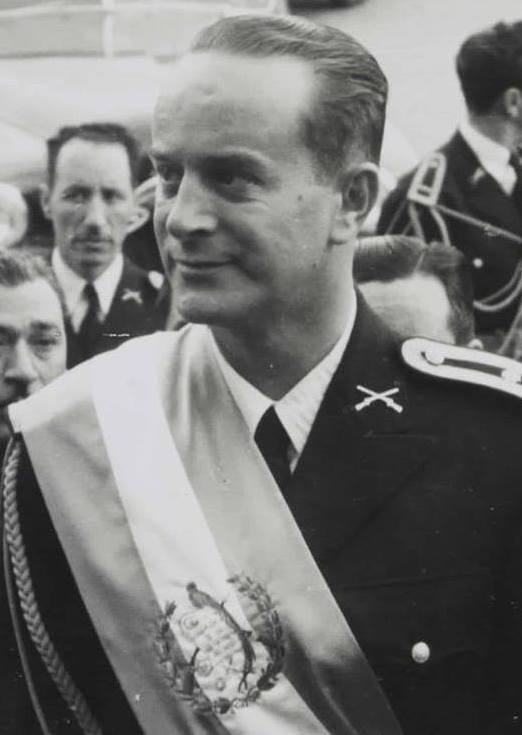
하코보 아르벤스 (1951년)

후안 하코보 아르벤스 구스만(스페인어: Juan Jacobo Árbenz Guzmán)은 과테말라의 군인, 정치인이다. 과테말라의 25대 대통령으로 과테말라 혁명의 주요 인물 중 한명이다. 1944년부터 1950년까지 국방장관을 지냈고, 1951년부터 1954년까지 민주적으로 선출된 과테말라의 두 번째 대통령이 되었다. 그는 10년에 걸친 과테말라 혁명의 주요 인물이었는데, 이는 과테말라 역사에서 몇 년간의 대의 민주주의를 대표했다.
| 전임 후안 호세 아레발로 | 제25대 과테말라의 대통령 1951년 ~ 1954년 | 후임 카를로스 엔리케 디아스 데 레온 |

## 같이 보기
- 살바도르 아옌데